# Abram B. Enns
Abram B. Enns, vollständig Abram Bernardowitsch Enns (* 23. April 1887 in Altonau, Kolonie Molotschna, Gouvernement Taurien, heute Oblast Saporischschja, Ukraine; † 25. Februar 1993 in Lübeck) war ein schwarzmeerdeutscher (Russlandmennoniten) Schriftsteller, Kunstkritiker und Pädagoge.

## Leben
Nach erster Schulausbildung in der russlandmennonitischen Kolonie besuchte Enns die evangelische Predigerschule St. Chrischona in Basel, wo er auch sein Abitur ablegte. Sodann studierte er Germanistik, Romanistik, Philosophie und Kunstgeschichte an den Universitäten Marburg, Berlin, München, Lausanne und Kiel. Der Erste Weltkrieg verhinderte seine Rückkehr ins Russische Kaiserreich. Über einen Lübecker Kommilitonen gewann er eine Beziehung zu Lübeck, das er im Ersten Weltkrieg erstmals besucht hatte.
1919 ließ er sich mit seiner jungen Familie in Eckhorst bei Lübeck nieder. Ab 1921 gab er Russisch-Unterricht an der Berlitz-Schule und an der Volkshochschule Lübeck. Er gehörte zum Kreis der frühen Mitarbeiter des Lübecker Jahrbuchs Der Wagen und schrieb Beiträge für die Lübeckischen Blätter. Enns legte 1923/24 die deutsch-russische Dolmetscherprüfung ab. Als künstlerischer Berater war er für die Lübecker Metallgießerei Ruß & Co und die Handweberei von Alen Müller-Hellwig tätig. Daneben war er Leiter der Lübecker Freilichtbühne in den Lübecker Wallanlagen. Enns übersetzte 1936/1937 Dostojewskis Onkelchens Traum, welcher in seiner Dramatisierung auch im Theater Lübeck aufgeführt wurde. 1938 zog er nach München und 1940 nach Berlin, wo er als Lektor im Reichsaußenministerium beschäftigt war. Nach Kriegsende lebte er mit seiner Familie zunächst in Bodman am Bodensee, kehrte 1946 nach Lübeck zurück und wurde Lehrer für Deutsch und Russisch an der Oberschule zum Dom und dem Katharineum zu Lübeck. Sein erstes Hauptwerk über Lübeck erschien 1950 in erster Auflage. Noch bedeutender ist sein 1978 erschienenes Werk Kunst und Bürgertum. Die kontroversen zwanziger Jahre in Lübeck, mit dem er als Zeitzeuge die Kontroversen im Lübecker Kulturbetrieb der Weimarer Zeit zwischen dem Ende des Ersten Weltkrieges und der nationalsozialistischen Gleichschaltung beschreibt.
Enns war im künstlerischen Beirat des Kultusministeriums von Schleswig-Holstein. Er war Mitglied und Vorsitzender des Museumsbeirates der Hansestadt Lübeck und saß im Vorstand der Overbeck-Gesellschaft. Die Hansestadt Lübeck verlieh ihm 1964 ihre Senatsplakette. Nach einem schweren Herzinfarkt 1976 übersiedelte er ins Heiligen-Geist-Hospital. Zu seinem 100. Geburtstag wurde er mit einem Empfang in der Gesellschaft zur Beförderung gemeinnütziger Tätigkeit geehrt.

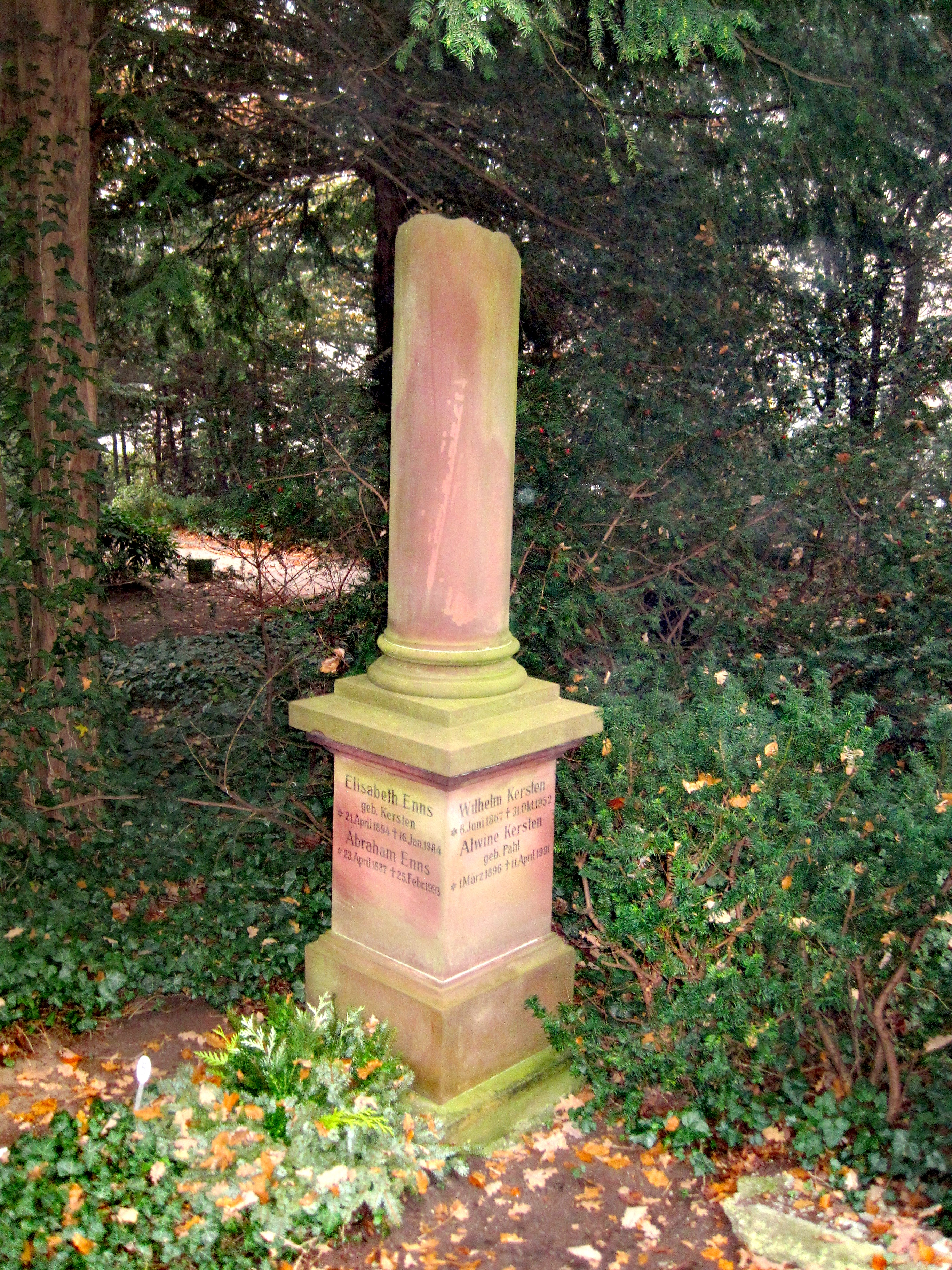
Grab

Enns starb im hohen Alter von 105 Jahren.
Er wurde auf dem Burgtorfriedhof beigesetzt. Sein Nachlass befindet sich im Archiv der Hansestadt Lübeck.

## Schriften
- Die Hütte. Rahtgens, Lübeck 1924
- Der Werdegang eines Wandteppichs. In: Die Kunst. Band 77, 1938, S. 164–168
- Architekt Walter Saueracker, Lübeck. 1940
- Lübeck - ein Führer durch die Hansestadt und ihre nähere Umgebung. Rahtgens, Lübeck 1950; erschien mit wechselnden Bildbeiträgern (Leopold Thieme, Wilhelm Castelli) zuletzt als Lübeck: ein Führer durch die Bau- und Kunstdenkmäler der Hansestadt, 13., überarbeitete Auflage, Hansisches Verlags-Kontor Scheffler, Lübeck 1999
- Die Bildweberin Hildegard Osten, Lübeck. In: Kunst in Schleswig-Holstein. Band 1, 1951, S. 67–72
- Ein Bildteppich von Walther Jahn und Hildegard Osten. In: Kunst in Schleswig-Holstein. Band 8, 1958, S. 26–34
- Carl Georg Heise zum 75. Geburtstag. In: Sankt Annen-Museum. Schmidt-Römhild, Lübeck 1965, S. 270ff.
- 50 Jahre Overbeck-Gesellschaft Lübeck 1918-1968. Gebr. Schmidt, Lübeck 1968
- Kunst und Bürgertum. Die kontroversen zwanziger Jahre in Lübeck. Christians/Weiland, Hamburg/Lübeck 1978, ISBN 3-7672-0571-8